# Dorénavant
 (juillet 2013).
Dorénavant (1986-1989) est une revue d'avant-garde en bande dessinée créée par Balthazar Kaplan et Barthélémy Schwartz, rejoints plus tard par Stéphane Goarnisson, Romuald Hibert et Yves Dymen, qui connaît huit numéros jusqu'en 1989 (plus deux numéros d'une feuille complémentaire intitulée Désormais l'inaugurale).
« Nous nous présentons comme critiques ET auteurs de bande dessinée ; par "critiques", nous entendons faire la critique de la critique et créer une autre critique (…), par "auteurs", nous entendons rechercher un nouveau langage en bande dessinée », annoncent ses animateurs dès 1985 dans une Lettre aux critiques envoyée à la profession.
Le plus radical des supports de « l'Ultracritique », selon Jean-Christophe Menu (l'Éprouvette no 2, janvier 2006), semble né dans le sillage de la revue Controverse de Bruno Lecigne, Kaplan et Schwartz figurant aussi au sommaire de ses « Lettres ouvertes », et entretenant avec lui des polémiques à rebondissements qui en leur temps firent ricaner et agacèrent au dernier cran la critique établie (y compris Thierry Groensteen dans Les Cahiers de la bande dessinée, qui d’ailleurs réagit en « s’élevant contre cette tendance à l’Ultracritique »).
Dans Controverse no 3, Barthélémy Schwartz publie De la misère, qui demeure l’un des textes les plus radicaux consacrés à la bande dessinée, et dont certains aspects peuvent nous paraître prophétiques. À bien des égards, il est en avance sur son temps et semble entrevoir ce que pourrait devenir la bande dessinée, et ce qu’elle va effectivement commencer à devenir à partir des années 1990.
Dorénavant, et plus précisément Barthélémy Schwartz, le plus théoricien, a forgé en 1986-1987 quelques concepts critiques radicaux qui sont toujours valides, comme « l’idéologie bédé » (souvent citée comme telle par l'Association, et qui est au microcosme ce que l’idéologie ordinaire est à la gent politique) ou le « storyboard » (qui chez Schwartz définit péjorativement l’ensemble des bandes dessinées qui se contentent d’une narration académique, dont le seul intérêt pourrait être de servir de base à une adaptation cinématographique : « un storyboard séparé du cinéma, parlant le langage du cinéma »). « Beaucoup ont raconté, peu se sont exprimés », résume Schwartz pour qui la bande dessinée se situe « à l’exact point de rencontre d’une part, de la mise en rapport d’images séparées juxtaposées, quels que soient les moyens techniques employés, et d’autre part, de la mise en relation du texte et de l’image, c’est-à-dire à leur nœud de tension », une définition qui lui permet d’admettre comme bandes dessinées des peintures de Magritte, Klee ou Michaux ; ainsi que le roman-photo.
Dans le dernier numéro de Dorénavant, le 7-8 de janvier 1989, Barthélémy Schwartz, également auteur, s'entoure de nouveaux collaborateurs, notamment de Stéphane Goarnisson, dont on peut se souvenir de la « bande dessinée sans dé » (c’est-à-dire sans dessin) qui doit figurer parmi les « plagiaires par anticipation » de l’OuBaPo.
Au début des années 1990, Schwartz prend ses distances avec le monde de la bande dessinée, et crée avec Stéphane Goarnisson, Romuald Hibert, Valérie Kerhir et Eve Mairot, le collectif « Ab irato » (tendance « art & subversion »), qui publie la Comète d'Ab irato (1992-1996), une revue poétique et politique qui continuera parfois de tisser des liens entre poésie et bande dessinée, avant de transformer Ab irato en maison d'éditions, puis de contribuer, avec d'autres, à la création en 1997 de la revue de critique sociale Oiseau-tempête.
« Qu'est-ce qu'a été Dorénavant ? écrit Jean-Philippe Martin, Une revue théorico-terroriste sur la bande dessinée ? Un phalanstère artistique d'avant-garde ? Des néo-situs ? Des tenants de l'ultra-gauche ? Tout aura été dit de concernant Dorénavant, tout et peut-être n'importe quoi comme cette dénégation du groupe semble l'attester : « Nous n'aurons été ni dadaïstes, ni surréalistes, ni situationnistes, ni undergrounds. » Son irruption météorique dans le milieu conformiste et réactionnaire de la bédé a valu à Dorénavant d'être frappé d'un ostracisme attendu. Ainsi, après la disparition de la revue en 1989, on constatera une complète absence de mentions concernant ses théories dans la totalité des ouvrages parus depuis cette époque. Y compris dans les dictionnaires ou encyclopédies qui se targuent pourtant d'exhaustivité. La principale raison de cette amnésie réside sans doute dans l'illégitimité de Dorénavant à se revendiquer critiques et auteurs de bandes dessinées : le côté artisanal de la revue, la quantité négligeable de numéros, la radicalité des positions prises par des gens qui ne pouvaient pas se prévaloir d'une somme de publications savantes irrécusable ou d'œuvres référentielles, ont maintenu Dorénavant dans le champ de la marginalité que l'Histoire officielle a résolu de traiter comme telle. »
Les premiers textes polémiques du Lynx ou de Globof, animés en 1986-1987 par Jean-Christophe Menu, sont contemporains de Dorénavant et lui doivent beaucoup. En janvier 1990, Labo (un numéro unique chez Futuropolis) se veut déjà un espace dévoué à la bande dessinée, où création et critique peuvent se juxtaposer (Barthélémy Schwartz y publie « Une période de nuit, l’idéologie bédé », qui synthétise les prises de position de Dorénavant). Plus tard, en 1990, c'est la création de L'Association, et de la décision collective de ses membres-fondateurs de suspendre la donnée critique pour se concentrer sur l’action éditoriale naissante. Même si Lapin et Le Rab (publiés par l’Association) demeurent des espaces de prises de positions critiques sporadiques, il n’y a pas d’autre exemple de cette tendance à l'Ultracritique entre 1990 et 2005. Plates-bandes de Jean-Christophe Menu, puis l'Éprouvette (2006-2007) rallument, d’une certaine manière, cette flamme, jusqu'à se situer dans la descendance directe de Labo, et donc indirectement de Dorénavant, Controverse et STP.
(Sources : l'Éprouvette no 1, janvier 2006, et no 2, juin 2006, l'Association).